# Mysterium Kids
Mysterium Kids: Captain Echo's Treasure — кооперативна дитяча та асоціативна гра від французьких авторів ігор Антонін Боккара та Ів Гіршфельд. Гра заснована на грі Mysterium, яка вперше вийшла у 2015 році, і розрахована на 2–6 гравців. Вона вийшла у 2022 році у видавництвах Libellud і Space Cow.
У 2023 році гра була відзначена премією Kinderspiel des Jahres 2023. У жовтні того ж року вона також отримала Deutscher Kinderspielepreis.

## Передісторія та компоненти
Mysterium Kids — кооперативна гра, де гравці відправляються на пошуки скарбу. Вони отримують підказки від духа піратського капітана через його Тамбурин, за допомогою яких вони мають знайти скарб.
Компоненти гри включають: ігрове поле у вигляді вілли, місячне поле з місячною фішкою для відліку часу, 78 карток звуків, 10 фішок скарбів, п'ять фішок духа та тамбурин. Оформлення гри було створене ілюстратором Олів'є Даншен.

## Правила гри
Гра розрахована на до шести гравців. На початку ігрове поле та місячне поле розміщуються в центрі столу, а місячна фішка ставиться на перше поле місячного поля. Картки звуків перемішуються, і по одній картці викладається на п'ять полів кімнат, решта карток складаються в колоду біля ігрового поля. З десяти фішок скарбів формується ще одна закрита колода. Один з гравців отримує п'ять фішок духа та тамбурин і стає духом.
Гравець, який виконує роль духа, перемішує п'ять фішок духа та бере одну з них, яку він оглядає і кладе перед собою обличчям вниз. За номером на фішці дух дізнається, який предмет йому потрібно зобразити, а інші гравці мають його відгадати. Дух бере тамбурин у руки та просить інших гравців закрити очі. Після цього він вигукує «Буу» і за допомогою тамбурина створює звуки, які допоможуть іншим гравцям відгадати предмет. Після другого «Буу» гравці можуть відкрити очі та спробувати вибрати правильну картку. Після того, як вони домовляться, дух відкриває свою фішку, і якщо гравці правильно вгадали предмет, вони отримують частину скарбу.
Наприкінці раунду місячна фішка пересувається на одне поле вперед, а всі картки звуків прибираються з вілли. Далі викладаються п'ять нових карток, і роль духа переходить до іншого гравця. Залежно від кількості символів на місячній фішці, гравці повинні відгадати одну або дві картки. Якщо потрібно відгадати дві картки, дух дає дві підказки поспіль, розділяючи їх вигуком «Буу». Коли місячна фішка досягає останнього поля місячного поля, проводиться останній раунд. Після нього спільний рахунок гравців визначається на основі зібраних скарбів.

## Відгуки та нагороди
Гра була випущена у 2022 році спільно видавництвами Libellud і Space Cow, які належать до групи Asmodée, на французькій, англійській, німецькій та нідерландській мовах. У 2023 році угорське видавництво Gém Klub Kft. випустило її угорською мовою.

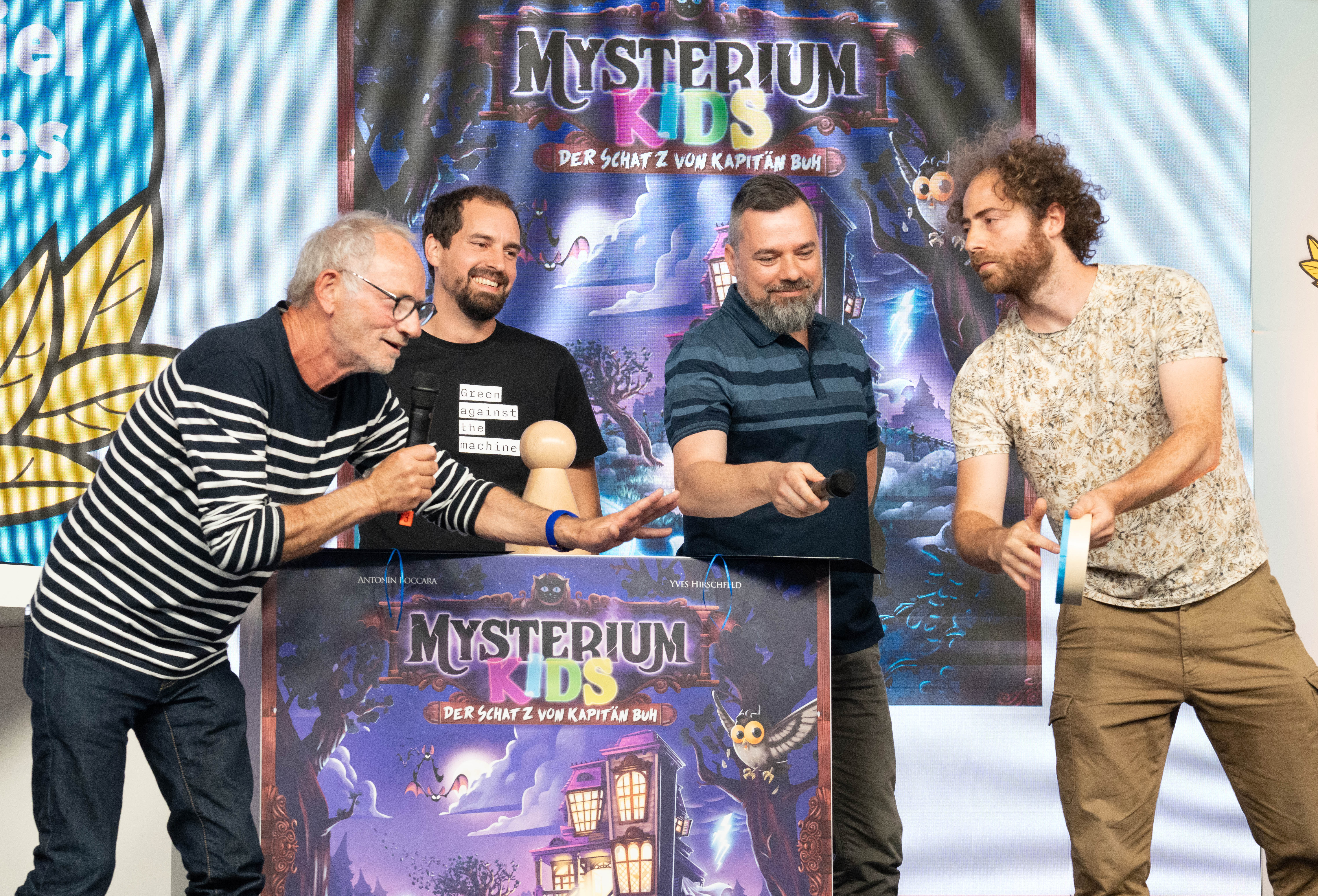
Автори Ів Гіршфельд (зліва) та Антонін Боккара (справа) під час отримання нагороди «Kinderspiel des Jahres». Між ними: Маттьє Обер (Libellud) і Бенуа Форже (Space Cow)

У 2023 році німецька версія гри була номінована на Kinderspiel des Jahres разом з іграми Gigamon та Carla Caramel і здобула перемогу. Журі зазначило:
|  | Тамбурин відразу захоплює дітей. Комбінація виклику створити правильні звуки та точного слухання створює унікальну атмосферу. А коли гравці разом знаходять шуканий предмет, це приносить велику радість. «Mysterium Kids» захоплює цікавим завданням та унікальними ігровими компонентами. |

У жовтні того ж року гра також отримала Deutscher Kinderspielepreis.